# Scott McLaughlin
Scott Thomas McLaughlin (Christchurch, 10 giugno 1993) è un pilota automobilistico neozelandese che attualmente compete nell’IndyCar Series.

## Carriera
McLaughlin vinse la sua prima gara nel campionato neozelandese per vetture turismo nel 2011, diventando, in questo modo, il pilota più giovane ad aver vinto una gara in questo campionato, a soli 17 anni. L'anno successivo, McLaughlin prese parte al campionato New Zealand V8SuperTourers e divenne subito campione nella categoria.
La prima vittoria nel campionato Supercars fu nel 2013, la sua prima stagione full-time con il team Garry Rogers Motorsport, nella gara di casa al Pukekohe Park Raceway. Tuttora è il più giovane pilota ad aver vinto una gara nella categoria.
McLaughlin ha vinto il titolo Supercars nel 2018, 2019 e 2020. Inoltre è il vincitore della Bathurst 1000 del 2019.

### IndyCar

#### 2020: Esordio in Indy
Nel gennaio del 2020 a Sebring partecipa ai suoi primi test con una vettura IndyCar del Team Penske. Dopo il test McLaughlin viene elogiato da Will Power, campione della serie nel 2014. Il 5 febbraio, Penske annuncia che il neozelandese parteciperà al Gran Premio di Indianapolis, ma a causa della pandemia di COVID-19  McLaughlin non è stato in grado di recarsi negli Stati Uniti per quella gara. L'esordio in IndyCar Series arriva solo nell'ultima gara della stagione 2020, a St. Petersburg con il Team Penske. Il giorno della gara il pilota ha confermato che ha firmato con il team americano un contratto pluriennale.

#### 2021: Primo podio

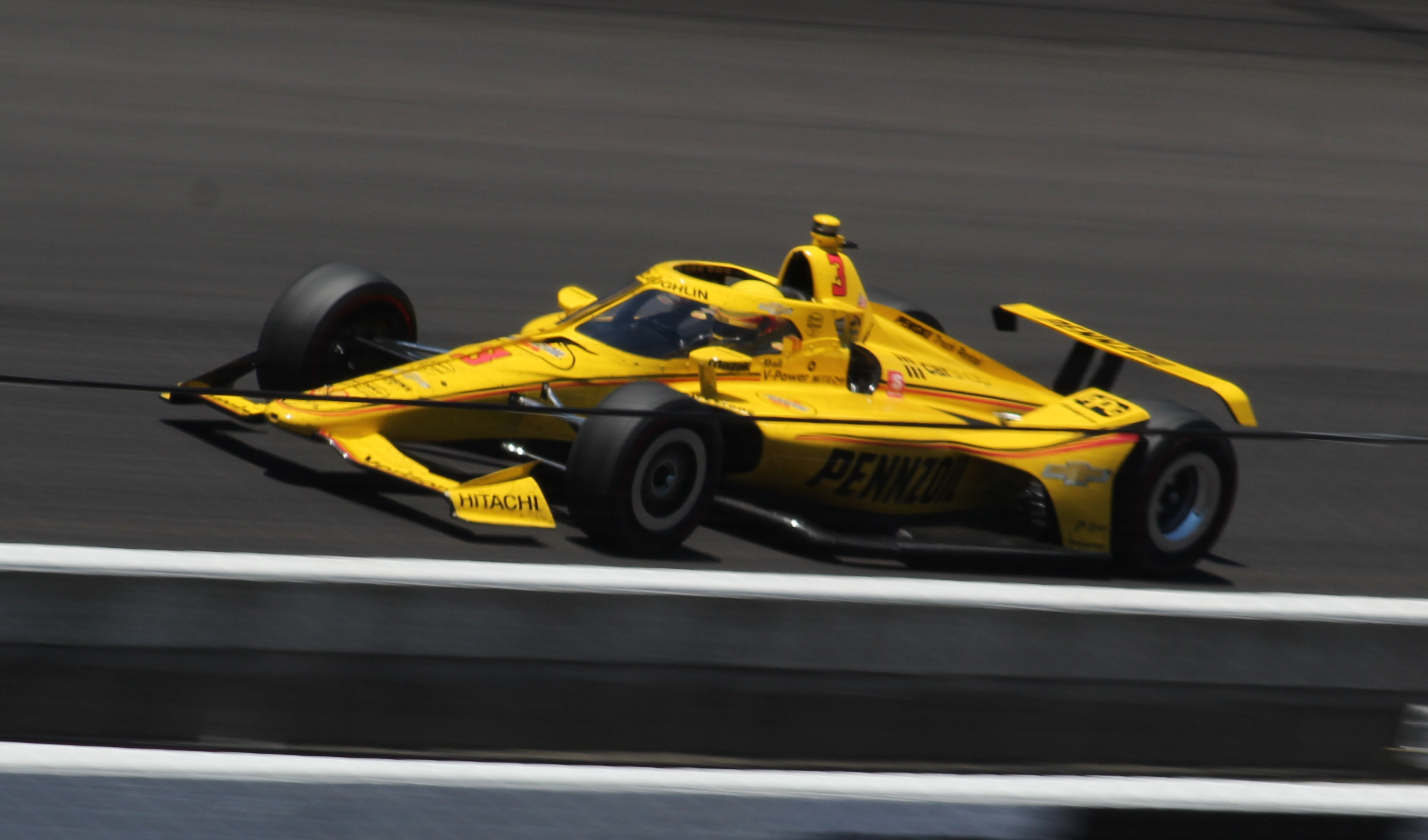
Scott McLaughlin guida della Dallara DW12 del Team Penske

Nel 2021 corre in IndyCar a tempo pieno come pilota del Team Penske, insieme a Josef Newgarden, Will Power e Simon Pagenaud. I suoi migliori risultati arrivano su tracciati ovali: chiude secondo in Texas, quarto al World Wide Technology Raceway. Chiude così la stagione al 14º posto assoluto guadagnandosi il titolo di rookie dell'anno, davanti a Romain Grosjean. 

#### 2022: La prima vittoria
La prima gara della stagione 2022 si svolge a St. Petersburg, "la Monte Carlo degli Stati Uniti", tracciato dove due anni prima McLaughlin esordiva nella serie. Il weekend è perfetto, il sabato conquista la pole position e la domenica vince la sua prima gara in IndyCar battendo il campione uscente, Álex Palou. Sul circuito circolare del Texas McLaughlin sfiora la sua seconda vittoria, il neozelandese viene superato nel ultima curva da Josef Newgarden. La sua seconda vittoria arriva dopo sette gare sul circuito di Mid-Ohio, ripetendosi al penultimo appuntamento della stagione a Portland. McLaughlin chiude al quarto posto in classifica dietro al connazionale Scott Dixon.

#### 2023: Rinnovo
Visto l'ottima stagione e la vittoria di tre corse, il Team Penske prolunga il contratto a McLaughlin: il neozelandese correrà per il team per altri due anni. Dopo i primi risultati deludenti conquista la vittoria a Birmingham.

### Endurance, IMSA
Per la stagione 2023, oltre all'IndyCar, McLaughlin partecipa per la prima volta al Campionato IMSA WeatherTech SportsCar. Si unisce al team Tower Motorsport nella classe LMP2 insieme a John Farano, Josef Newgarden e Kyffin Simpson.

## Risultati

### IndyCar Series
| Anno | Team        | Auto         | Motore    | 1        | 2      | 3      | 4      | 5      | 6       | 7      | 8      | 9      | 10     | 11     | 12     | 13     | 14     | 15     | 16     | 17    | Punti | Pos. |
| ---- | ----------- | ------------ | --------- | -------- | ------ | ------ | ------ | ------ | ------- | ------ | ------ | ------ | ------ | ------ | ------ | ------ | ------ | ------ | ------ | ----- | ----- | ---- |
| 2020 | Team Penske | Dallara DW12 | Chevrolet | TXS      | IMS    | ROA    | ROA    | IOW    | IOW     | INDY   | GTW    | GTW    | MDO    | MDO    | IMS    | IMS    | STP 22 |        |        |       | 8     | 35º  |
| 2021 | Team Penske | Dallara DW12 | Chevrolet | ALA 14   | STP 11 | TXS 2  | TXS 8  | IMS 8  | INDY 20 | DET 19 | DET 20 | ROA 14 | MDO 12 | NSH 22 | IMS 23 | GTW 4  | POR 9  | LAG 12 | LBH 11 |       | 305   | 14º  |
| 2022 | Team Penske | Dallara DW12 | Chevrolet | STP 1    | TXS 2  | LBH 14 | ALA 6  | IMS 20 | INDY 29 | DET 19 | ROA 7  | MDO 1  | TOR 9  | IOW 22 | IOW 3  | IMS 4  | NSH 2  | MAD 3  | POR 1  | LAG 6 | 510   | 4º   |
| 2023 | Team Penske | Dallara DW12 | Chevrolet | STP 13L* | TXS 6  | LBH 10 | ALA 1L | IMS 16 | INDY 14 | DET 7  | ROA 8  | MDO 5  | TOR 6L | IOW 2  | IOW 5L | NSH 2L | IMS 8  | MAD 5  | POR 9  | LAG 2 | 488   | 3º   |
| 2024 | Team Penske | Dallara DW12 | Chevrolet | STP SQ   | LBH 26 | ALA 1  | IMS 6  | INDY 6 | DET 20  | ROA 3  | LAG 21 | MDO 3  | IOW 1  | IOW 3  | TOR 16 | GAT 2  | POR 7  | MIL 8  | MIL 1  | NSH 5 | 505   | 3º   |
| 2025 | Team Penske | Dallara DW12 | Chevrolet | STP 4    | THE 27 | LBH 6  | ALA 3  | IMS 4  | INDY    | DET    | GAT    | ROA    | MDO    | IOW    | IOW    | TOR    | LAG    | POR    | MIL    | NSH   | 137*  |      |

* Stagione in corso.